# Monte Leporello
Il monte Leporello è un cono piroclastico formatosi nel comune di Adrano, alle falde dell'Etna, e raggiunge una quota sul livello del mare di 1.734 m. Può essere raggiunto grazie ai sentieri forestali in ottimo stato presenti nella zona.